# Leiknir Fáskrúðsfjörður
Ungmennafélagið Leiknir (deutsch: Jugendverein Leiknir), vor allem bekannt als Leiknir Fáskrúðsfjörður oder UMF Leiknir, ist ein isländischer Sportverein aus dem im Osten Islands gelegenen Ort Fáskrúðsfjörður. Der Verein ist vor allem für seine Fußballmannschaft bekannt, die zeitweise in der zweithöchsten Spielklasse antrat.

## Geschichte
Ungmennafélagið Leiknir gründete sich 1940. Lange Zeit spielten die Fußballer nur im unterklassigen regionalen Ligabereich und traten vornehmlich nur im Rahmen des Landespokals überregional in Erscheinung. 2015 wurde die Mannschaft hinter Huginn Seyðisfjörður Vizemeister der dritten Spielklasse und stieg damit erstmals in der Vereinsgeschichte in die zweite Liga auf. Dort duellierten sich die beiden Klubs auch im Kampf um den Klassenerhalt, punktgleich verblieb die Mannschaft nach einem 7:2-Kantersieg am letzten Spieltag gegen HK Kópavogur aufgrund der um ein Tor besseren Tordifferenz am Ende der Spielzeit 2016 in der zweiten Liga. In der folgenden Spielzeit gelangen nur drei Siege in 22 Saisonspielen und gemeinsam mit Schlusslicht ÍF Grótta beendete der Klub die Saison auf einem Abstiegsplatz. 2019 gelang gemeinsam mit ÍF Vestri der Wiederaufstieg, dem mit zwölf Punkten aus bis dato 20 bestrittenen Partien mit einem Punktequotienten von 0,6 bei schlechterer Tordifferenz gegenüber den gleichauf liegenden Þróttur Reykjavík und Magni Grenivík am Ende der wegen der COVID-19-Pandemie vorzeitig abgebrochenen Spielzeit 2020 der direkte Wiederabstieg folgte. In der dritten Liga belegte die Mannschaft anschließend den drittletzten Tabellenplatz, ehe sie ausgelagert wurde und sich mit KFF Fjarðabyggðar zu Knattspyrnufélag Austfjarða zusammenschloss.